# Введенский, Владимир Владимирович
Владимир Владимирович Введенский (14 февраля 1978, Химки, Московская область — 2 апреля 2016) — российский футболист, нападающий; тренер.

## Биография
Воспитанник футбольной школы московского «Динамо». Взрослую карьеру начал в 1996 году во вновь основанном клубе «Химки», с которым в том же сезоне стал победителем первенства России среди любителей, забив 12 голов в 16 матчах. Однако после перехода «Химок» на профессиональный уровень, футболист был переведён в младшую команду клуба и ещё несколько лет выступал на любительском уровне.
В 2000 году провёл единственный сезон на профессиональном уровне в первенствах России, сыграв 17 матчей во втором дивизионе за «Дон» (Новомосковск). В сезоне 2001/02 играл во Вьетнаме за «Кханьхоа» (Нячанг). Также несколько лет продолжал играть на любительском уровне за команды Москвы и Подмосковья.
Со временем перешёл на тренерскую работу. Тренировал детские команды ДЮСШ «Красный Октябрь» (Москва), женскую команду первого дивизиона «Долгие Пруды» (2009). В 2010—2011 годах возглавлял мужскую команду красногорского «Зоркого», игравшую тогда в любительских соревнованиях по футболу и мини-футболу.
По состоянию на октябрь 2012 года был главным тренером женской команды «Зоркий». Затем входил в тренерский штаб команды, был ассистентом Евгения Николаева и Алексея Корягина. В конце сезона 2014 года и в первых шести турах чемпионата России 2015 года снова работал главным тренером «Зоркого». Неоднократно был призёром чемпионата России.
Скончался 2 апреля 2016 года на 39-м году жизни.
Сын Владимир (род. 2004) тоже занимается футболом, выступает за юношескую команду «Химок».